# Магнитогорск (аэропорт)
Международный аэропорт Магнитогорск — гражданский аэропорт федерального значения, расположенный в Абзелиловском районе Башкортостана между сёлами Давлетово и Красная Башкирия к западу от Магнитогорска. До 2020 года аэропорт принимал международные рейсы.

## История
История аэропорта Магнитогорска берет своё начало с 15 августа 1930 года. В тот день началась деятельность посадочной площадки Зелёное поле в левобережной части города, когда пилот Свердловского отряда Пичугов С. Г. (по ряду других источников Каноненко Ф. Н.) на самолёте Юнкерс F-13 открыл воздушную линию Свердловск — Челябинск — Магнитогорск.
Первый коллектив работников авиапредприятия был небольшим. В его состав входило всего 5 человек. Для размещения служб аэропорта в 1932 году было построено двухэтажное здание. Материальная база авиационных служб была недостаточной и в силу этого осуществлялись только почтовые рейсы в Москву и Свердловск. Первоначально Магнитогорск имел единственный самолёт У-2, арендуемый металлургическим заводом. Регулярное пассажирское сообщение начинается 6 марта 1933 года открытием маршрута Свердловск — Магнитогорск на почтово-пассажирском четырёхместном самолёте «Сталь-2» из Свердловска.
В 2020 году аэропорт перестал обслуживать международные рейсы.

### Реконструкция 2023–2024 годов
С 1 июня 2023 года по 2024 год в аэропорту Магнитогорск проходила реконструкция. Главный подрядчик — АльмакорГруп (Almacor group).
В планах реконструкции было:
1. Реконструировать ВПП 36/18.
2. Реконструировать рулёжную дорожку номер 1 и 2.
3. Расширить количество стоянок на перроне от 2 до 10.
4. Построить площадку для обработки самолётов, КПП и здание аварийно-спасательной службы, а в 2024 году построить новый пассажирский терминал.

11 ноября 2023 года аэропорт Магнитогорск возобновил свою работу. На прибытии первого самолёта компании «Аэрофлот» из Москвы присутствовал глава города Магнитогорска Сергей Бердников.

## Принимаемые типыВС
- Ан-12, Ан-148, Ан-24, Ан-26, Ан-28
- Ил-76, Ил-18
- Ту-134, Ту-154, Ту-204, Ту-214
- Як-40, Як-42
- Airbus A300, Airbus A319, Airbus A320, Airbus A321
- ATR 42, ATR 72
- Boeing 737-300, −400, −500, −700, −800, −900
- BeechcraftKingAir 350, Bombardier Challenger 300, Bombardier CRJ 100/200/700, Bombardier BD-700 Global Express,Bombardier Global-5000, CL-601, Canadair Regional Jet CRJ-200/705/900/1000, Challenger CL-300, −600, −604, −605, −805
- Cessna Citation CJ3, Cessna 525, −550, −560, −560XL, −680, −750
- De Havilland Canada DHC-6-400/8-400
- Embraer EMB 120, −135, −145, −170, −190
- Falkon-7X, −20, −900, −2000
- Fokker 100
- Gulfstream G-150, −200, −280, −450, −550, −650
- Hawker 4000, −850XP, 1000, Hawker Siddeley HS-125
- Learjet-45, −60
- Sukhoi Superjet 100
- Pilatus PC-12
- Saab 340
- вертолёты всех типов.

Классификационное число ВПП (PCN) 35/R/A/W/T в летнее время и 45/R/A/W/T в зимнее время (с 1 ноября по 15 марта).

## Показатели деятельности
| год             | 2014  | 2015  | 2016  | 2017  | 2018  | 2019  | 2020 | 2021 | 2022 |
| тыс. пассажиров | 171,6 | 133,4 | 127,7 | 193,2 | 234,2 | 265,4 | -    | -    | 280  |
| Источники:      |       |       |       |       |       |       |      |      |      |

## Перевозчики и пункты назначения
Ниже перечислены работающие в аэропорту авиакомпании и обслуживаемые ими направления.
| Авиакомпания | Направление          |
| ------------ | -------------------- |
| Аэрофлот     | Москва (Шереметьево) |

| Авиакомпания      | Направление      |
| ----------------- | ---------------- |
| Ikar              | Сочи             |
| Азимут            | Минеральные Воды |
| Nordwind Airlines | Санкт-Петербург  |
| ЮВТ Аэро          | Казань           |